# Tropidia gracilis
Tropidia gracilis är en orkidéart som beskrevs av Rudolf Schlechter. Tropidia gracilis ingår i släktet Tropidia och familjen orkidéer. Inga underarter finns listade i Catalogue of Life.